# Interpretação da lei
Interpretação da lei é o processo pelo qual a lei é interpretada e aplicada. É um tipo de interpretação jurídica.

## Princípios gerais

### Significado
O Poder judiciário interpreta como a legislação deve ser aplicada em casos concretos, pois nenhuma lei está livre de ambiguidade em todos os casos. A legislação pode conter incertezas por uma série de razões:
- As palavras são símbolos imperfeitos para comunicar a "intencionalidade legislativa".[1] Elas podem conter ambiguidades e variações de significado no decorrer do tempo.
- Situações imprevistas são inevitáveis e novidades tecnológicas ou mudanças culturais tornam difícil a aplicação da legislação vigente.
- Incertezas podem ser incorporadas ao texto legal durante o processo legislativo, como necessidades de compromisso ou atendimento a interesses de certos grupos.

Desse modo, as cortes têm que determinar como a lei deve ser aplicada. Isso requer um ordenamento jurídico. É um princípio do ordenamento jurídico que o legislador é independente para criar a lei e as cortes apenas interpretam-na. Na prática, segundo o ordenamento jurídico, a corte pode efectuar mudanças na aplicação da lei.
OBS: A interpretação não se confunde com a integração da lei. Enquanto a integração é mecanismo supletivo da lei, por ela ser omissa, na interpretação existe a lei a ser aplicada no concreto, sendo ela o procedimento de revelação do significado e do verdadeiro sentido a norma. Assim a interpretação tem por finalidade: a) revelar o sentido da norma; e b) revelar seu alcance.
Coexistem várias técnicas que auxiliam na interpretação. Elas podem ser classificadas de acordo com seus aspectos peculiares:
- Quanto a origem

a) autêntica: realizada pelo próprio legislador, por meio de uma lei interpretativa.
b) doutrinária: realizado pelos doutos estudiosos do assunto e juizes.
c) Oficial: realizada pelo ministro.

### Conflitos entre fontes da lei
Nos casos em que houver conflito entre a legislação e a jurisprudência pressupõe-se que a legislação prevalece, desde que não haja nenhuma inconsistência.

### Consistência interna e externa
Presume-se que a legislação será interpretada de modo que seja internamente consistente. Um inciso, por exemplo, não pode estar em desacordo com um capítulo ou artigo da lei. A norma do ejusdem generis ("Da mesma espécie", em latim e hebraico ) se aplica para resolver o problema de interpretação de um grupo de palavras quando uma delas é ambígua ou sem clareza.

### Afirmações do legislador
Os próprios legisladores podem influenciar ou assistir aos tribunais na tarefa da interpretação da lei, inserindo no texto orientações nesse sentido.

## Filosofia
No decorrer do tempo, vários métodos de processo legislativo têm sido utilizado

## Ligação externa
- (em inglês) Statutory Construction Blog